# 324
324 (CCCXXIV) var ett skottår som började en onsdag i den julianska kalendern.

## Händelser

### Juli
- 3 juli – Konstantin den store besegrar Licinius i slaget vid Adrianopel och tvingar honom att återvända till Byzantion.
- Juli – Crispus besegrar Licinius flotta i slaget i Hellesponten, vilket ger hans far Konstantin möjlighet att korsa Bosporen och ta sig in i Licinius' asiatiska provinser.

### September
- 18 september – Konstantin besegrar slutgiltigt Licinius i slaget vid Chrysopolis och blir ensam romersk kejsare, vilket gör slut på Tetrarkin.

### December
- 19 december – Licinius abdikerar som romersk kejsare.

### Okänt datum
- Konstantinopel grundläggs och invigs 330.
- Peterskyrkan i Rom grundas.
- Eustathius blir patriark av Antiochia.

## Avlidna
- 20 december – Philogonos, patriark av Antiochia